# Scobicia barbifrons
Scobicia barbifrons är en skalbaggsart som först beskrevs av Thomas Vernon Wollaston 1864.  Scobicia barbifrons ingår i släktet Scobicia och familjen kapuschongbaggar. IUCN kategoriserar arten globalt som livskraftig. Inga underarter finns listade i Catalogue of Life.